# والتر كورن
والتر كورن (بالإنجليزية: Walter Korn)‏ هو لاعب شطرنج أمريكي، ولد في 22 مايو 1908 في براغ في التشيك، وتوفي في 9 يوليو 1997.